# 佐原先生と土岐くん
『佐原先生と土岐くん』（さはらせんせいとときくん）は、鳥谷コウによる日本のボーイズラブ漫画作品。2019年6月21日から2023年1月27日まで、pixiv コミック内の『ジーンピクシブ』にて連載された。2023年6月30日より2023年12月27日まで、番外編となる『佐原先生と土岐くん after school』が同サイトにて連載され、いままでのコミックスから通巻で単行本に収録された。
2023年12月より、毎日放送にてテレビドラマが放送された。

## あらすじ
喧嘩ばかりで高校からも問題児扱いされている土岐奏は、他の教員と違い対等に扱ってくれたイケメン体育教師の佐原一狼に恋をして、登校するようになった。周囲の生徒も当初は忌避していたが、佐原に揶揄われて赤面する様子を見て少しずつ交流を持つようになる。土岐は佐原に恋をしていたが、実は、佐原自身も土岐を好きになっていた。

## 登場人物
声の項はボイスコミック版のキャスト。

### 主要人物
土岐 奏（とき かなで）
声 - 広瀬裕也
10月9日生まれ、身長175cm、体重62kg、血液型はAA型。2年C組。
喧嘩や喫煙など問題は多いが仲間想いであり、それぞれが抱える問題に対して背中を押すこともある。
佐原 一狼（さはら いちろう）
声 - 大塚剛央
7月7日生まれ、身長178cm、体重66kg、血液型はAO型。担当科目は体育。2年C組の担任となる。
生徒からのあだ名は佐原ん（さはらん）。藤堂からはいっちゃん、弟の健からは一兄（いちにい）と呼ばれている。

### 土岐の友人たち
利瀬 竜尚（りせ たつまさ）
2月14日生まれ、身長173cm、体重64kg、血液型はO型、所属は柔道部。2年C組。
母親の病気の治療のため、東京に引っ越してきた。土岐からはアニキと呼ばれている。
藤堂 慎治（とうどう しんじ）
声 - 今井文也
12月14日生まれ、身長189cm、体重72kg、血液型はO型、所属はバスケ部。3年D組。
佐原の、土岐への感情に勘付いている。拓也からは慎ちゃんと呼ばれている。
藤堂 拓也（とうどう たくや）
11月21日生まれ、身長172cm、体重51kg、血液型はAO型。2年D組。
旧姓は「藤村（ふじむら）」で、7歳のとき両親が事故に遭い、慎治の家で引き取った。慎治からは拓ちゃんと呼ばれている。

### 佐原の周辺人物
猫戸 湊（ねこと みなと）
1月10日生まれ、身長174cm、体重63kg、血液型はAA型。担当科目は世界史。
高校時代、水泳部員として佐原・沙魚川と交流を持ち、佐原に片想いをする。佐原から告白されるも、自分の存在が足枷になると思い、断った。
沙魚川（はせがわ）
佐原の同級生。高校時代は水泳部のマネージャーをしていた。
ホ・シウ
韓国人。大学時代、佐原と付き合ったが、どちらもタチのため別れた。佐原が韓国語を話せるようになった理由は彼の存在に依る。

### 高校の先生たち
諫山 勇作（いさやま ゆうさく）
佐原に冷蔵庫を貸してあげた。
鏑木（かぶらぎ）
眼鏡をかけていないとほとんど見えないほど目が悪い。

### 主要人物の家族
土岐 詩（とき うた）
土岐の妹。
佐原 健（さはら けん）
5月5日生まれ、身長184cm、体重68kg、血液型はAO型。佐原の弟で、大学2年生。
佐原 ろか
佐原の妹。

### その他
河合（かわい）
土岐の隣のクラスの女子。水泳部所属。水泳部で手伝わされた土岐と会話する。
真澄（ますみ）
土岐と同級の女子。文化祭の衣装担当。河合の友人。2年C組。
戸田（とだ）
土岐と同級の女子。文化祭の衣装担当。河合の友人。2年C組。
黒井 霞月（くろい かづき）
3年生。利瀬の彼氏。
長渕（ながぶち）
利瀬の友人。

## 書誌情報
- 鳥谷コウ『佐原先生と土岐くん』KADOKAWA〈MFCジーンピクシブシリーズ〉、全7巻
  1. 2019年12月26日発売[14][15]、ISBN 978-4-04-064223-9
  2. 2020年8月27日発売[16][17]、ISBN 978-4-04-064861-3
  3. 2021年3月27日発売[18][19]、ISBN 978-4-04-680278-1
  4. 2021年11月27日発売[20][21]、ISBN 978-4-04-064223-9
  5. 2022年6月27日発売[6][22]、ISBN 978-4-04-681451-7
  6. 2023年2月27日発売[23][24]、ISBN 978-4-04-682153-9
  7. 2023年12月27日発売[25][26]、ISBN 978-4-04-683124-8

## テレビドラマ
2023年12月1日（11月30日深夜）から2024年2月2日（1日深夜）まで、毎日放送の「ドラマシャワー」枠で放送された。主演は岐洲匠と八村倫太郎（WATWING）。

### キャスト

#### 主要人物
佐原一狼
演 - 岐洲匠
清笠高校の体育教師。
土岐奏
演 - 八村倫太郎（WATWING）

#### 周辺人物
利瀬竜尚
演 - 曽野舜太
藤堂慎治
演 - 松本大輝
藤堂拓也
演 - 百瀬拓実
猫戸湊〈23〉
演 - 堀海登

### スタッフ
- 原作 - 鳥谷コウ『佐原先生と土岐くん』（MFC ジーンピクシブシリーズ / KADOKAWA刊）[28]
- 構成・脚本 - 三浦有為子[28]
- 脚本 - 楢原拓[28]、木原梨花[28]、村上かのん[28]
- 監督 - 柴田啓佑[28]
- 音楽 - 遠藤浩二[28]
- オープニング主題歌 - WATWING「I don't care」（TOY’S FACTORY）[28]
- エンディング主題歌 - アツキタケトモ「#それな」（Polydor Records）[29]
- ロケ協力 - 伊那市、伊那谷フィルムコミッション、伊那市振興公社、伊那市教育委員会高遠教育振興課、長野県高遠高等学校、国立信州高遠青少年自然の家
- アクション指導 - 三元雅芸
- 企画 - 二木大介
- 制作プロダクション - ビデオプランニング[28]
- 製作 - 「佐原先生と土岐くん」製作委員会[28]、毎日放送[28]

### 放送日程
| 話数   | 放送日         | 脚本       |
| ------ | -------------- | ---------- |
| 第1話  | 2023年12月01日 | 三浦有為子 |
| 第2話  | 12月08日       | 三浦有為子 |
| 第3話  | 12月15日       |            |
| 第4話  | 12月29日       |            |
| 第5話  | 2024年01月12日 |            |
| 第6話  | 01月19日       |            |
| 第7話  | 01月26日       |            |
| 最終話 | 02月02日       |            |

- 12月22日放送休止。

### 放送局
| 放送期間                     | 放送時間                     | 放送局       | 対象地域   | 備考           |
| ---------------------------- | ---------------------------- | ------------ | ---------- | -------------- |
| 2023年12月1日 - 2024年2月2日 | 金曜 1:00 - 1:30（木曜深夜） | テレビ神奈川 | 神奈川県   | 29分先行放送。 |
|                              | 金曜 1:29 - 1:59（木曜深夜） | 毎日放送     | 近畿広域圏 | 製作局         |
| 2023年12月6日 -              | 水曜 0:30 - 1:00（火曜深夜） | 群馬テレビ   | 群馬県     |                |
| 2023年12月7日 -              | 木曜 1:00 - 1:30（水曜深夜） | とちぎテレビ | 栃木県     |                |
|                              | 木曜 23:00 - 23:30           | テレビ埼玉   | 埼玉県     |                |
|                              |                              | 千葉テレビ   | 千葉県     |                |

### ネット配信
| 配信開始月 | 配信サイト    | 配信料金     | 備考       |
| ---------- | ------------- | ------------ | ---------- |
| 2023年12月 | TVer          | 広告付き無料 | 見逃し配信 |
| 2023年12月 | MBS動画イズム | 広告付き無料 | 見逃し配信 |
| 2023年12月 | FOD           | 定額制有料   | 見放題配信 |

| 毎日放送 ドラマシャワー | 毎日放送 ドラマシャワー | 毎日放送 ドラマシャワー  |
| 前番組                  | 番組名                  | 次番組                   |
| ----------------------- | ----------------------- | ------------------------ |
| ワンルームエンジェル    | 佐原先生と土岐くん      | マイストロベリーフィルム |